# Знаменовање
Знаменовање детета је обичај православне цркве, према коме се осмога дана по рођењу новорођенче доноси у храм, где му се читају молитве и даје му се име којим ће касније бити крштено у обреду крштења.
Новорођенче се доноси у припрату где му се, пред вратима храма, уз молитву даје хришћанско име. Према Типику Српске православне цркве новорођеном се даје име по светитељу који се помиње тога дана. У Русији је постојао обичај да се новорођеном даје име по светоме чији спомен Црква празнује на дан његовог рођења, или на дан знаменовања имена. Након читања молитви свештеник благосиља дете по челу, устима и прсима, и говори молитву, осењујући новорођенче крсним знамењем и дајући му име. Затим јереј узима новорођенче на руке и чини њиме знак крста пред иконом Пресвете Богородице певајући тропар Сретења Господњег: „Радујсја, Благодатна Богородице Дјево“. 
Након завршеног обреда знаменовања новорођенче постаје оглашени за крштење. 
Уколико је новорођенче рођено болесно и постоји опасност да ће умрети, према типику, не треба чекати осми дан, него га истог часа по рођењу „само окупати и одмах крстити, да не би умрло некрштено“.
Сведочанства о овом обичају датирају из 8. века, али је он сигурно знатно старији. Он представља сећање на јеврејски обичај по коме је Пресвета Богородица донела Исуса Христа, у четрдесети дан по рођењу, у јерусалимски храм да би га, сходно закону, посветила Богу и себе очистила (Левит 12, 2-7; Исход 12, 2). Овај догађај празнује се посебно на дан Сретења Господњег. 